# Corey Brewer
Corey Wayne Brewer (Portland, Tennessee, 5 de marzo de 1986) es un exjugador de baloncesto estadounidense que disputó 12 temporadas en la NBA. Con 2,06 metros de estatura, jugaba en la posición de alero y ganó un anillo con Dallas Mavericks en 2011.

## Carrera

### Instituto
Corey acudió al instituto Portland High School en Portland, Tennessee. Durante su año sénior promedió 29,4 puntos y 12,8 rebotes, siendo elegido también como McDonald's All American. 

### Universidad
Tras esto se matriculó en la universidad de Florida, donde certificó una exitosa carrera de tres años en la NCAA. Logró dos campeonatos consecutivos con los Gators, además de sendos títulos en la SEC siendo el alero títulos. En la Final Four de 2007 fue designado MVP.
Debutó en la 2004-05 promediando 7,5 puntos, 3,4 rebotes y 1,4 robos. Su máximo en puntos lo consiguió frente a Mississippi State en los 1/4 de final del Torneo de la SEC.
Mejoró ostensiblemente en su año sophomore con 12,7 puntos, 4,8 rebotes y 3,3 asistencias. Registró el primer triple doble en la historia de los Gators al firmar 15 puntos, 10 rebotes y 13 asistencias frente a Jacksonville. Frente a Vanderbilt superó su tope en anotación con 26. Se pasearon en la Final Four, primero derrotando a George Mason en semifinales 73-58 con 19 puntos de Corey, y después 73-57 ante UCLA con 11 puntos. Fue incluido en el Mejor Quinteto de la Final Four y en el 2.º Mejor Quinteto de la SEC.
En su última temporada en Florida, la 2006-07, reeditó título de NCAA. En la Final Four derrotaron a UCLA en semifinales, con 19 puntos de Brewer, y a Ohio State de Greg Oden en la final. Promedió 13,2 puntos, 4,7 rebotes y 2,9 asistencias. Fue elegido MVP de la Final Four, incluido en el Mejor Quinteto de la SEC y lo nombraron Mejor Defensor de la SEC.
Finalizó su carrera con 198 puntos en el torneo NCAA, récord con Florida Gators. El 5 de abril de 2007, se declaró elegible para el draft.

### NBA

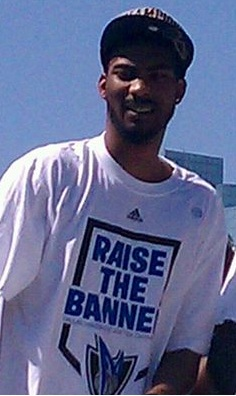
Brewer celebrando el campeonato con los Mavericks en 2011.

Brewer fue elegido por Minnesota Timberwolves en el 7.º puesto de 1.ª ronda del draft de 2007. El 22 de febrero de 2011 fue traspasado a los New York Knicks a cambio de Eddy Curry, Anthony Randolph y tres millones de dólares. A los pocos días fue cortado sin llegar a debutar y firmó con Dallas Mavericks, equipo con el que consiguió el anillo de campeón de la NBA de esa temporada.
El 13 de diciembre de 2011, Brewer fue traspasado junto con Rudy Fernández a Denver Nuggets a cambio de una segunda ronda de draft.
Brewer regresó a los Timberwolves el 12 de julio de 2013, firmando un contrato por tres años y 15 millones de dólares.
El 11 de abril de 2014, consigue su récord personal de anotación, con 51 puntos ante Houston Rockets, uniéndose a Michael Jordan, Allen Iverson y Rick Barry como los únicos cuatro jugadores que consiguen 50 puntos y 6 o más robos de balón, además igualó a Kevin Love como la máxima anotación de la franquicia.
El 19 de diciembre de 2014, Brewer fue traspasado a los Houston Rockets en un acuerdo entre tres equipos que involucró a los Philadelphia 76ers y a los Timberwolves.
El 3 de julio de 2015 obtiene un nuevo contrato con los Houston Rockets por 3 años más y $24 millones.
El 21 de febrero de 2017 fue traspasado a Los Angeles Lakers junto con una futura ronda del draft a cambio de Lou Williams.
Tras una temporada, el 28 de febrero de 2018, fue cortado por los Lakers pero 5 días después, el 3 de marzo, firmó con Oklahoma City Thunder. En Oklahoma fue titular, posición que no ocupaba desde sus años en Minnesota.
El 15 de enero de 2019, Brewer firmó un contrato de 10 días con Philadelphia 76ers, firmó un segundo y finalmente, el 4 de febrero, fue liberado después de 7 partidos.
Cuatro días después, el 8 de febrero, firmó otro contrato de 10 días con Sacramento Kings. Renovó y llegó a jugar 24 partidos con los Kings.

### Retirada
El 16 de noviembre de 2020, los New Orleans Pelicans anuncian la contratación de Brewer como parte de su cuerpo técnico, anunciando al mismo tiempo su retirada de la NBA.

## Estadísticas de su carrera en la NBA
|  | Denota temporada en la que Brewer ganó un Campeonato de la NBA |

### Temporada regular
| Año     | Equipo        | PJ  | PT  | MPP  | %TC  | %3P  | %TL  | RPP | APP | ROB | TPP | PPP  |
| ------- | ------------- | --- | --- | ---- | ---- | ---- | ---- | --- | --- | --- | --- | ---- |
| 2007-08 | Minnesota     | 79  | 35  | 22.8 | .374 | .194 | .800 | 3.7 | 1.4 | 1.0 | .3  | 5.8  |
| 2008-09 | Minnesota     | 15  | 8   | 20.5 | .411 | .417 | .737 | 3.3 | 1.7 | 1.0 | .2  | 6.2  |
| 2009-10 | Minnesota     | 82  | 82  | 30.3 | .431 | .346 | .648 | 3.4 | 2.4 | 1.4 | .4  | 13.0 |
| 2010-11 | Minnesota     | 56  | 22  | 24.3 | .384 | .263 | .708 | 2.7 | 1.4 | 1.6 | .2  | 8.6  |
| 2010-11 | Dallas        | 13  | 2   | 11.4 | .490 | .308 | .714 | 1.8 | .9  | .8  | .2  | 5.3  |
| 2011-12 | Denver        | 59  | 17  | 21.8 | .434 | .260 | .692 | 2.5 | 1.5 | 1.2 | .3  | 8.9  |
| 2012-13 | Denver        | 82  | 2   | 24.4 | .425 | .296 | .690 | 2.9 | 1.5 | 1.4 | .3  | 12.1 |
| 2013-14 | Minnesota     | 81  | 81  | 32.2 | .481 | .280 | .718 | 2.6 | 1.7 | 1.9 | .4  | 12.3 |
| 2014-15 | Minnesota     | 24  | 16  | 28.3 | .418 | .195 | .705 | 3.9 | 3.3 | 2.3 | .2  | 10.5 |
| 2014-15 | Houston       | 56  | 1   | 25.1 | .429 | .284 | .764 | 3.6 | 1.7 | 1.1 | .3  | 11.9 |
| 2015-16 | Houston       | 82  | 12  | 20.4 | .384 | .272 | .750 | 2.4 | 1.3 | 1.0 | .2  | 7.2  |
| 2016-17 | Houston       | 58  | 8   | 15.9 | .414 | .234 | .727 | 2.0 | 1.1 | .6  | .2  | 4.2  |
| 2016-17 | L.A. Lakers   | 24  | 3   | 14.9 | .438 | .208 | .750 | 2.2 | 1.5 | 1.0 | .3  | 5.4  |
| 2017-18 | L.A. Lakers   | 54  | 2   | 12.9 | .453 | .186 | .667 | 1.7 | .8  | .8  | .1  | 3.7  |
| 2017-18 | Oklahoma City | 18  | 16  | 28.6 | .444 | .343 | .795 | 3.4 | 1.3 | 2.1 | .3  | 10.1 |
| 2018-19 | Philadelphia  | 7   | 3   | 20.0 | .408 | .286 | .692 | 2.4 | 1.4 | 1.7 | .3  | 7.6  |
| 2018-19 | Sacramento    | 24  | 0   | 14.7 | .446 | .333 | .733 | 2.5 | 1.2 | .8  | .2  | 4.1  |
| Total   | Total         | 814 | 310 | 23.0 | .425 | .284 | .713 | 2.8 | 1.5 | 1.3 | .3  | 8.7  |

### Playoffs
| Año   | Equipo        | PJ | PT | MPP  | %TC  | %3P  | %TL   | RPP | APP | ROB | TPP | PPP  |
| ----- | ------------- | -- | -- | ---- | ---- | ---- | ----- | --- | --- | --- | --- | ---- |
| 2011  | Dallas        | 6  | 0  | 3.8  | .444 | .333 | .000  | .3  | .2  | .7  | .0  | 1.5  |
| 2012  | Denver        | 7  | 0  | 16.6 | .426 | .300 | .750  | 2.0 | .9  | 1.0 | .3  | 8.3  |
| 2013  | Denver        | 6  | 0  | 24.3 | .309 | .250 | .667  | 1.8 | 1.2 | 1.0 | .2  | 10.8 |
| 2015  | Houston       | 17 | 0  | 25.2 | .431 | .286 | .636  | 2.8 | 1.1 | .6  | .2  | 11.2 |
| 2016  | Houston       | 5  | 1  | 15.4 | .259 | .100 | .875  | 1.4 | 1.6 | .0  | .2  | 4.4  |
| 2018  | Oklahoma City | 6  | 6  | 25.2 | .520 | .455 | 1.000 | 2.2 | .8  | 1.2 | .8  | 6.2  |
| Total | Total         | 47 | 7  | 20.0 | .400 | .279 | .694  | 2.0 | 1.0 | .7  | .3  | 8.1  |